# Tacettinoğulları
Il beilicato di Tacettin, o Tacettinoğulları, o Tacettinidi) fu un piccolo principato turkmeno in Anatolia nel XIV e XV secolo.

## Tacettin
Dopo la sconfitta dei Selgiuchidi dell'Anatolia da parte dei Mongoli nel 1243, emersero in Anatolia molti piccoli beilicati (principati). Tacettin di Canik fondò il suo piccolo beilicato a Niksar e dintorni, a metà dell'Anatolia settentrionale nel 1348. Il suo piccolo beilicato era uno dei piccoli beilicati conosciuti collettivamente come Beilicati di Canik. Nel 1378 si sposò con Eudocia di Trebisonda, la figlia di Alessio III di Trebisonda, l'imperatore di Trebisonda. Nel 1386 cadde nella battaglia durante la sua campagna militare contro Ordu (antica Cotyora ) controllata da Hacıemir.

## Mahmut
Il successivo Bey fu Mahmut. Durante i primi anni del regno di Mahmut, il beilicato si trovava tra due grandi potenze: l'Impero ottomano a sud-ovest e Kadi Burhan al-Din a sud. Sebbene Mahmut accettasse la sovranità di Burhanettin, incoraggiò segretamente il sultano ottomano Bayezit I contro Burhanettin. Tuttavia l'aggressione arrivò da suo fratello Alparslan il quale si ribellò e conquistò la gran parte del suo territorio. Dopo la morte di Alparslan e Burhanettin nel 1398, accettò la sovranità ottomana.

## Dopo Timur
Nel 1402 il signore della guerra turco-mongolo Tamerlano invase l'Anatolia e sconfisse Bayezit nella battaglia di Ankara. Durante il caos successivo alla battaglia (Interregno ottomano), Mahmut Bey continuò come alleato degli ottomani. Tuttavia, durante la rivolta di Küçük Mustafa (il fratello di Murad II), sostenne Küçük Mustafa e uccise Mihaloğlu Mehmet, discendente di Köse Mihal e alleato di Murad II nel 1423. Dopo la battaglia, tuttavia fu ucciso dai suoi stessi soldati. Aveva due figli: Hüsamettin Hasan e Hüsamettin Mehmet Yavuz. Sebbene i fratelli cercassero di continuare a Samsun e Çarşamba, il loro beilicati, esso cessò presto di esistere intorno al 1428.